# 八皖
八皖，安徽省的别称。
清康熙六年（公元1667年），清政府将江南省一分为二：分设江苏、安徽两省，当时安徽省寄治南京。乾隆二十五年（1760年），正式定安徽省会于安庆府治怀宁县（即现在的安庆市）。由于安庆府潜山县境内周代有皖国，地名上有有皖山（即今天柱山）、皖水（即今潜水－皖河），所以，从那时起，安徽省简称为“皖”。雍正十三年（1735年），安徽省行政区划调整，共设八个府（即安庆、徽州、宁国、池州、太平、庐州、凤阳、颍州）和五个直隶州（即滁州、和州、广德、六安、泗州）。这样，人们便把拥有八个府的安徽称为“八皖”。